# Peperomia subcalvescens
Peperomia subcalvescens är en pepparväxtart som beskrevs av William Trelease. Peperomia subcalvescens ingår i släktet peperomior, och familjen pepparväxter. Inga underarter finns listade i Catalogue of Life.